# Chrysogorgia elegans
Espèce
Synonymes
- Chrysogorgia affinis Versluys, 1902
- Dasygorgia elegans Verrill, 1883
- Dasygorgia spiculosa Verrill, 1883

Chrysogorgia elegans est une espèce de coraux alcyonaires de la famille des Chrysogorgiidae et de l'ordre des Alcyonacea. Il s'agit d'une espèce abyssale que l'on trouve dans le Golfe du Mexique, la mer Méditerranée et le Nord  de l'océan Atlantique.